# Drew Roy
Drew Roy (Clanton, Alabama; 16 de mayo de 1986) es un actor estadounidense conocido por interpretar a Hal Mason en la serie de televisión de TNT, Falling Skies y por haber interpretado a Jesse en la serie de Disney Channel, Hannah Montana y a Griffin en la serie de Nickelodeon, iCarly.

## Biografía
Roy fue criado en Clanton, Alabama. En 2004 se graduó de la Chilton County High School. Se mudó a Los Ángeles con su hermana Lauren Roy, quien lo ayudó para dedicarse a la actuación.
En julio de 2015 se comprometió con Renee Gardner. La pareja contrajo matrimonio el 12 de diciembre de 2015.

### Carrera
Roy apareció en películas en su mayoría independientes de 2006 a 2008, aunque también obtuvo un papel recurrente sin acreditar en Greek en 2007. En 2009, obtuvo un papel en la serie de televisión iCarly. También trabajó como actor invitado en varios episodios de las series Hannah Montana y Lincoln Heights. En 2010 participó en la película Secretariat. Desde 2011 aparece junto a Noah Wyle en la serie de TNT Falling Skies, producida por Steven Spielberg.
Interpreta a Chad en el cortometraje Running Up That Hill, escrito por Jordan Ross y dirigido por Robert Adamson, que fue estrenado el 11 de noviembre de 2013. La obra trata de cuatro jóvenes quienes deben enfrentar la pérdida de un ser querido. Obtuvo un papel en la película independiente de suspenso y comedia negra Sugar Mountain, junto a Cary Elwes, Jason Momoa y Haley Webb.

### Vida personal
Roy está casado con Renee Gardner; la pareja tuvo un hijo llamado Jack en el 2017. Su segundo hijo, Levi, nació en el 2019.

## Filmografía
| Cine       | Cine                  | Cine                        | Cine                      |
| Año        | Película              | Rol                         | Notas                     |
| ---------- | --------------------- | --------------------------- | ------------------------- |
| 2006       | Curse of Pirate Death | Boy Friend                  | Cortometraje              |
| 2007       | Blink                 | Jeff                        |                           |
| 2009       | Tag                   | Josh                        | Cortometraje              |
| 2010       | Costa Rican Summer    | Doobie                      |                           |
| 2010       | One Wish              | Mitch                       |                           |
| 2010       | Secretariat           | Seth Hancock                |                           |
| 2013       | Running Up That Hill  | Chad                        | Cortometraje              |
| 2016       | Sugar Mountain        | Miles West                  | Película independiente    |
| Televisión |                       |                             |                           |
| Año        | Título                | Rol                         | Notas                     |
| 2007       | Greek                 | Miembro de Omega Chi Pledge | 5 episodios sin acreditar |
| 2009       | Lincoln Heights       | Travis Benjamin             | 3 episodios               |
| 2009-2010  | ICarly                | Griffin                     | 2 episodios               |
| 2009-2010  | Hannah Montana        | Jesse                       | 4 episodios               |
| 2011-2015  | Falling Skies         | Hal Mason                   | Elenco principal          |